# Glenognatha minuta
Glenognatha minuta är en spindelart som beskrevs av Banks 1898. Glenognatha minuta ingår i släktet Glenognatha och familjen käkspindlar. Inga underarter finns listade i Catalogue of Life.